# Canton de Saint-Gervais-d'Auvergne
Le canton de Saint-Gervais-d'Auvergne est une ancienne division administrative française située dans le département du Puy-de-Dôme en région Auvergne.

## Géographie

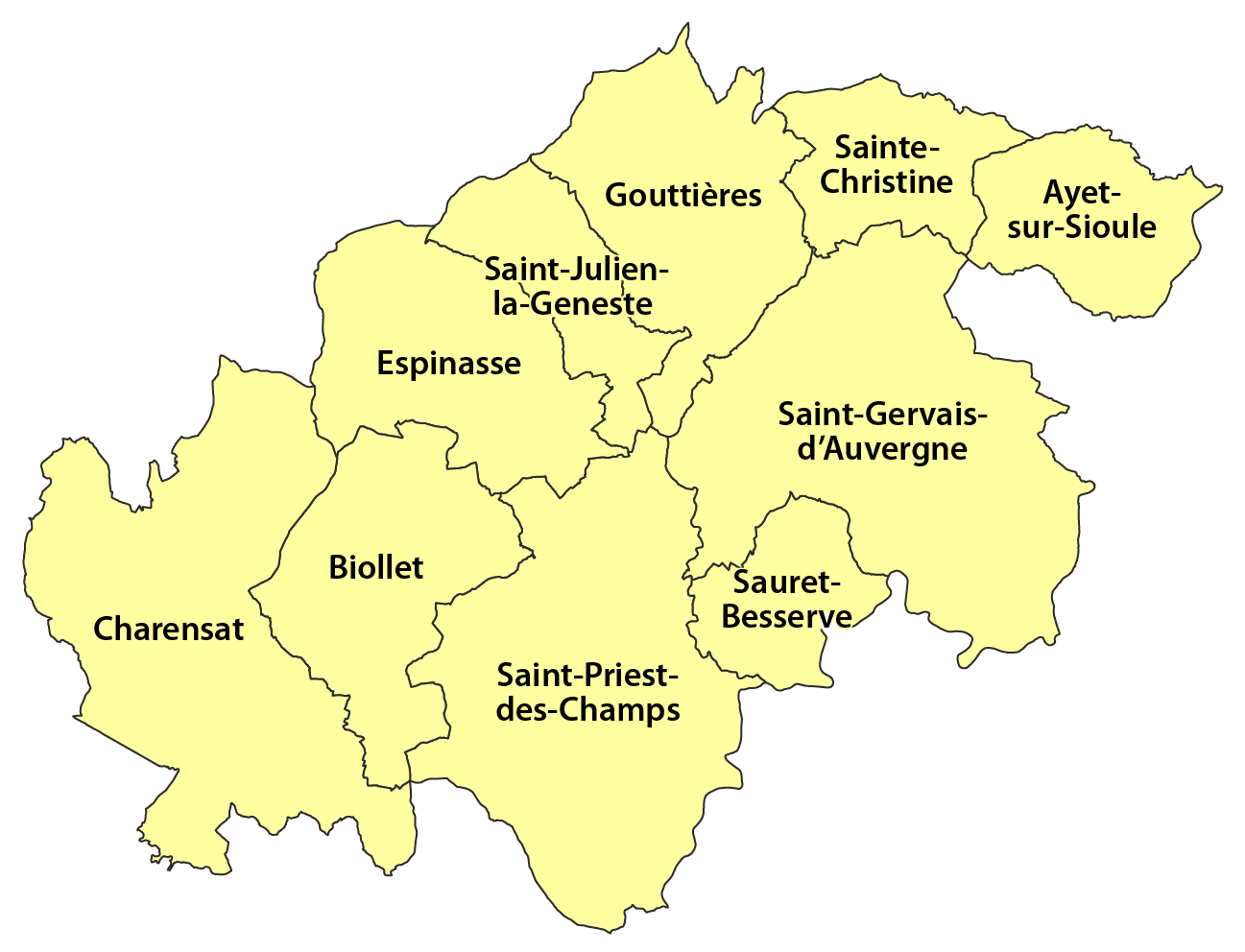
Carte des communes du canton.

Ce canton est organisé autour de Saint-Gervais-d'Auvergne dans l'arrondissement de Riom. Son altitude varie de 360 m (Ayat-sur-Sioule) à 803 m (Gouttières) pour une altitude moyenne de 681 m.

## Histoire
De 1833 à 1842, les cantons de Manzat et de Saint-Gervais-d'Auvergne avaient le même conseiller général. Le nombre de conseillers généraux était limité à 30 par département.
Les redécoupages des arrondissements intervenus en 1926 et 1942 n'ont pas affecté le canton de Saint-Gervais-d'Auvergne.
Le canton a été supprimé en 2015 à la suite du redécoupage des cantons du Puy-de-Dôme, appliqué le 25 février 2014 par décret : les 10 communes intègrent le nouveau canton de Saint-Éloy-les-Mines.

## Représentation

### Conseillers généraux de 1833 à 2015
| Période                                  | Période      | Identité                               | Étiquette               | Qualité |
| ---------------------------------------- | ------------ | -------------------------------------- | ----------------------- | --- |
| 1833                                     | 1836         | Louis Bottes-Labesse (1771-1844)       |                         | Propriétaire à Gouttières |
| 1836                                     | 1839         | Jean-Pierre Alexandre Pracros-Visignol |                         | Médecin, maire de Saint-Gervais                                                                                              |
| 1839                                     | 1842         | Comte Gaspard Chabrol de Volvic        | Majorité ministérielle  | Ingénieur des Ponts et Chaussées, ancien Préfet de la Seine Député de la Seine (1816-1823) Député du Puy-de-Dôme (1824-1833) |
| 1842                                     | 1863 (décès) | Michel Breschard (1810-1863)           |                         | Juge de paix, avocat, avoué, propriétaire à Saint-Gervais-d'Auvergne                                                         |
| 1864                                     | 1871         | Auguste Jean Robert                    |                         | Avocat puis juge au Tribunal civil de Riom                                                                                   |
| 1871                                     | 1886         | Honoré Roux                            | Gauche républicaine     | Avocat Député (1871-1881) |
| 1886                                     | 1908 (décès) | Victor Bataille                        | Gauche radicale         | Docteur en médecine Sénateur (1900-1908) Adjoint au maire de Saint-Gervais-d'Auvergne                                        |
| 1908                                     | 1919         | Etienne Maison                         | Rad.                    | Pharmacien Maire de Saint-Gervais-d'Auvergne, conseiller d'arrondissement Député (1910-1914)                                 |
| 1919                                     | 1923 (décès) | Alexandre Pourtier                     | Rad.                    | Médecin à Saint-Gervais-d'Auvergne, conseiller d'arrondissement                                                              |
| 1923                                     | 1940         | Félix Nénot                            | PRS puis SFIO puis PSdF | Propriétaire Maire de Saint-Priest-des-Champs                                                                                |
|                                          |              |                                        |                         | |
| 1945                                     | 1949         | Jean-Marie Fondras                     | PCF                     | Agriculteur Maire de Biollet (1945-1983)                                                                                     |
| 1949                                     | 1961         | Marc Jozancy                           | RGR                     | Médecin |
| 1961                                     | 1967         | Roger Laroche                          | SFIO                    | Vitrier à Issoire, maire d'Espinasse                                                                                         |
| 1967                                     | 1973         | Jean-Marie Fondras                     | PCF                     | Maire de Biollet (1945-1983)                                                                                                 |
| 1973                                     | 1979         | Jules Lécuyer                          | UDF-CDS                 | Maire de Saint-Gervais-d'Auvergne                                                                                            |
| 1979                                     | 1992         | Robert Bernard                         | PS                      | Négociant Maire de Saint-Gervais-d'Auvergne                                                                                  |
| 1992                                     | 1998         | Lucien Gauvin                          | UDF                     | Chef d'entreprise, conseiller municipal de Saint-Gervais-d'Auvergne                                                          |
| 1998                                     | 2015         | Michel Girard                          | PCF                     | Enseignant Maire de Saint-Gervais-d'Auvergne depuis 2001                                                                     |
| Les données manquantes sont à compléter. |              |                                        |                         | |

### Conseillers d'arrondissement (de 1833 à 1940)
| Période                                  | Période          | Identité                          | Étiquette   | Qualité |
| ---------------------------------------- | ---------------- | --------------------------------- | ----------- | --- |
| 1833                                     | 1842             | Gervais Batisse (1773-1864)       |             | Chirurgien de marine, officier de santé, propriétaire à Saint-Gervais                                       |
| 1842                                     | 1843 (démission) | Arthur Deval                      |             | Substitut du Procureur du Roi à Riom                                                                        |
| 2 avr.1843                               |                  | Gervais Batisse                   |             | Chirurgien de marine, officier de santé, propriétaire à Saint-Gervais                                       |
| 1848                                     | 1871             | Félix-Jean-Baptiste Roudaire      |             | Propriétaire à Biollet                                                                                      |
| 1871                                     | 1877             | Sébastien-Jules-Maurice Pradelle  |             | Maire de Saint-Gervais                                                                                      |
| 1877                                     | 1892             | Émile-Gilbert Baisle              |             | Notaire honoraire, maire de Saint-Priest-des-Champs                                                         |
| 1892                                     | 1908             | Étienne-Henri Maison              | Républicain | Pharmacien, maire de Saint-Gervais                                                                          |
|                                          |                  |                                   |             | |
| 1913                                     | 1919             | Alexandre Pourtier                | Radical     | Médecin à Saint-Gervais-d'Auvergne                                                                          |
| 1919                                     | 1925             | Baptiste Bascoulergue (1861-1938) | Radical     | Directeur d'école, maire de Saint-Gervais-d'Auvergne                                                        |
| 1925                                     | 1940             | Jules Blanchonnet                 | SFIO        | Conseiller municipal puis maire de Saint-Julien-la-Geneste                                                  |
| 1940                                     |                  |                                   |             | Les conseils d'arrondissement ont été suspendus par la loi du 12 octobre 1940 et n'ont jamais été réactivés |
| Les données manquantes sont à compléter. |                  |                                   |             | |

## Composition
Le canton de Saint-Gervais-d'Auvergne groupait 10 communes et comptait 4 166 habitants en 2012 (population municipale).
| Nom                                  | Code Insee | Intercommunalité         | Population (dernière pop. légale) |
| ------------------------------------ | ---------- | ------------------------ | --------------------------------- |
| Saint-Gervais-d'Auvergne (chef-lieu) | 63354      | CC du Pays de Saint-Éloy | 1 314 (2014)                      |
| Ayat-sur-Sioule                      | 63025      | CC du Pays de Saint-Éloy | 148 (2014)                        |
| Biollet                              | 63041      | CC du Pays de Saint-Éloy | 333 (2014)                        |
| Charensat                            | 63094      | CC du Pays de Saint-Éloy | 512 (2014)                        |
| Espinasse                            | 63152      | CC du Pays de Saint-Éloy | 293 (2014)                        |
| Gouttières                           | 63171      | CC du Pays de Saint-Éloy | 363 (2014)                        |
| Sainte-Christine                     | 63329      | CC du Pays de Saint-Éloy | 140 (2014)                        |
| Saint-Julien-la-Geneste              | 63369      | CC du Pays de Saint-Éloy | 125 (2014)                        |
| Saint-Priest-des-Champs              | 63388      | CC du Pays de Saint-Éloy | 736 (2014)                        |
| Sauret-Besserve                      | 63408      | CC du Pays de Saint-Éloy | 174 (2014)                        |

## Démographie
| 1962  | 1968  | 1975  | 1982  | 1990  | 1999  | 2006  | 2011  | 2012  |
| ----- | ----- | ----- | ----- | ----- | ----- | ----- | ----- | ----- |
| 6 072 | 6 157 | 5 094 | 4 630 | 4 282 | 4 158 | 4 212 | 4 153 | 4 166 |